# Алтилия
Алтѝлия (на италиански: Altilia, на местен диалект Atìlia, Атилия) е село и община в Южна Италия, провинция Козенца, регион Калабрия. Разположено е на 594 m надморска височина. Населението на общината е 737 души (към 2012 г.).